# Netelia areator
Netelia areator là một loài tò vò trong họ Ichneumonidae.